# Hreiðar Guðmundsson
Hreiðar Guðmundsson (Reykjavík, 29 de novembro de 1980) é um handebolista profissional islandês, medalhista olímpico.
Hreiðar Guðmundsson fez parte do elenco da inédita medalha de prata, em Pequim 2008.